# TAG : Le Jeu de l'assassinat
Pour plus de détails, voir Fiche technique et Distribution.
TAG : Le Jeu de l'assassinat (Tag: The Assassination Game) est un film américain réalisé par Nick Castle, sorti en 1982.

## Fiche technique
- Titre original : Tag: The Assassination Game
- Titre français : TAG : Le Jeu de l'assassinat
- Réalisation : Nick Castle
- Scénario : Nick Castle
- Musique : Craig Safan
- Photographie : Willy Kurant
- Montage : Tom Walls
- Production : Daniel A. Rosenthal et Peter Rosten
- Société de production : The Antria Group
- Société de distribution : Ginis Films (France)
- Pays d'origine :  États-Unis
- Langue : anglais
- Format : Couleur – 1.85:1 – 35 mm
- Genre : Thriller, Comédie
- Durée : 90 minutes
- Dates de sortie :  
  - États-Unis : 20 avril 1982
  - France : 28 avril 1982

## Distribution
- Robert Carradine : Alex Marsh
- Linda Hamilton : Susan Swayze
- Bruce Abbott : Loren Gersh
- Perry Lang : Frank English
- Frazer Smith : Nick Carpenter
- Kristine DeBell : Nancy McCauley
- Michael Winslow : Gowdy
- John Mengatti : Randy Simonetti
- Ivan Bonar : Le sergent Patterson
- Jim Greenleaf : Dwayne Swanson

## Récompense
- New York International Film and TV Festival 1982 : Meilleur design de titre pour Ernest D. Farino (2e prix)